# 이별인사는 지금도 가슴 속에 있어요
〈이별인사는 지금도 가슴 속에 있어요〉(일본어: サヨナラは今もこの胸に居ます)는 일본의 밴드 ZARD의 16번째 싱글 앨범으로, 1995년 8월 28일 발매되었다. (8cm CD: JBDJ-1006) 작사는 사카이 이즈미, 작곡은 쿠리바야시 세이이치로, 편곡은 하야마 타케시(葉山たけし)가 맡았는데, 작곡가인 쿠리바야시는 곡의 코러스에도 참가했다. 이 노래는 우리들의 영화 시리즈(ぼくたちの映画シリーズ) 《시라토리 레이코입니다!》의 주제가로 사용되었다. 일련의 시라토리 레이코 시리즈에 삽입된 ZARD의 곡은 영화판에 쓰인 이 곡을 포함해 〈지지마세요〉, 〈절대 잊지 않겠어요〉까지 모두 세 곡이다.
B사이드는 〈잠〉(眠り)이며, 작사 ·  작곡을 사카이 이즈미, 편곡을 이케다 다이스케(池田大介)가 도맡은 곡이다. 이 곡은 두 번째 앨범 《이제 찾지 않아》에 수록된 〈언젠가는...〉(いつかは…) 이후 햇수로 4년만에 사카이 이즈미가 작곡한 노래이다.
싱글은 오리콘 차트 주간 싱글차트 1위에 올랐으며, 8주간 차트에 머물렀다.

## 수록곡
| #            | 제목                                                                      | 작사          | 작곡                  | 편곡            | 재생 시간 |
| ------------ | ------------------------------------------------------------------------- | ------------- | --------------------- | --------------- | --------- |
| 1.           | 〈〈이별인사는 지금도 가슴 속에 있어요〉〉 (サヨナラは今もこの胸に居ます) | 사카이 이즈미 | 쿠리바야시 세이이치로 | 하야마 타케시   | 5:07      |
| 2.           | 〈〈잠〉〉 (眠り)                                                         | 사카이 이즈미 | 사카이 이즈미         | 이케다 다이스케 | 5:12      |
| 3.           | 〈〈이별인사는 지금도 가슴 속에 있어요〉〉 (Original Karaoke)             |               |                       |                 | 5:06      |
| 4.           | 〈〈잠〉〉 (Original Karaoke)                                             |               |                       |                 | 5:09      |
| 총 재생 시간 | 총 재생 시간                                                              | 총 재생 시간  | 총 재생 시간          | 총 재생 시간    | 20:34     |